# Нікопея
Ікона Божої Матері «Нікопея» — шанована ікона Богородиці візантійського походження, створення первообраза приписується апостолу Луці. На іконі є поясне зображення Богородиці, що тримає перед собою на руках немовля Христа.

## Історія
Ікона, що збереглася, датується початком XII століття. Спочатку знаходилася в монастирі Святого Іоанна Богослова в Константинополі і була однією з найшанованіших ікон міста. Вважалося, що цей образ міг дарувати захист тим, хто його почитав, і тому візантійські імператори часто використовували його в битвах.
Нікопея означає переможниця. Ікона вважалася хранителькою імператорського дому та емблемою тріумфів військ над ворогами.
При розграбуванні Константинополя в ході четвертого хрестового походу в 1204 ікона вивезена до Венеції і поміщена в соборі Святого Марка. Образ, укладений у срібну раму з емалевими мініатюрами і дорогоцінним камінням, став дуже шанованим у Венеції.
До 1618 розміщувався в ризниці собору і виставлявся на загальний огляд лише на великі церковні свята. В даний час значок знаходиться в північному трансепті собору.
У 1969 проведено реставрацію .